# Don Ohl
Donald Jay "Don" Ohl, född 18 april 1936 i Murphysboro i Illinois, död 2 december 2024 i Saint Louis i Missouri, var en amerikansk professionell basketspelare (SG/PG) som tillbringade tio säsonger (1960–1970) i den nordamerikanska basketligan National Basketball Association (NBA), där han spelade för Detroit Pistons, Baltimore Bullets, St. Louis Hawks och Atlanta Hawks.
Under sin NBA-karriär gjorde Ohl 11 549 poäng (15,9 poäng per match), 2 243 assists samt 2 163 rebounds, räddningar från att bollen ska hamna i nätkorgen, på 727 grundspelsmatcher.
Han draftades av Philadelphia Warriors i femte rundan i 1958 års draft som 37:e spelare totalt.
Innan Ohl blev proffs studerade han vid University of Illinois at Urbana-Champaign och spelade för deras idrottsförening Illinois Fighting Illini.
Den 2 december 2024 avled Ohl vid 88 års ålder.